# 奧列涅戈爾斯克礦工號大型登陸艦
奧列涅戈爾斯克礦工號大型登陸艦（羅馬化：Olenegorsky gornyak），蘇聯時期編號為СДК-91及БДК-91，是一艘蘇聯海軍和俄羅斯海軍的大型登陸艦，屬於775工程大型登陸艦項目（北約代號為「蟾蜍级大型登陆舰」）。其駐紮在北方舰队，隸屬於第121登陸艦旅。

## 歷史
該艦在波蘭格但斯克北方造船廠建造，序列號為775/5，1976年6月30日開始服役。直到1977年，它的名稱先是「СДК-91」，然後1983年改名為「БДК-91」。自2000年5月7日起，由於奧列涅戈爾斯克採礦和加工廠贊助該艦，該船被命名為「奧列涅戈爾斯克礦工號」。
2014年底，該艦進入摩爾曼斯克第35造船廠進行維修。2016年7月，該艦進入波羅的斯克第33造船廠進行維修和現代化改造。
該艦參與2022年俄羅斯入侵烏克蘭。據俄羅斯軍事博主稱，該艦執行了一次前往克里米亞的運輸，其在克里米亞大橋第二次遭到襲擊後幫助運送物資。
2023年8月4日烏克蘭安全局及烏克蘭海軍利用無人艇襲擊俄羅斯新羅西斯克海軍基地後，俄羅斯當局表示該艦參與並成功反擊，但後來媒體報導稱該艦在襲擊過程中被無人艇撞擊中損毀及傾斜，並炸出一個洞。該艦隨後被俄羅斯海軍拖到港口。